# Daniel Kuschewski
Daniel Kuschewski (* 1977 in Köln) ist ein deutscher Schauspieler und Theaterregisseur.

## Leben

### Ausbildung und Theater
Daniel Alexander Kuschewski wuchs in Köln auf, wo er auch zur Schule ging und Abitur machte. Er absolvierte von 1999 bis 2003 eine Schauspielausbildung an der Schauspielschule der Keller in Köln. Am Theater Der Keller in Köln spielte er bereits vor Abschluss seiner Ausbildung einige Hauptrollen, so den Bräutigam in Die Kleinbürgerhochzeit (Spielzeit 2002/2003) und den Fischer Tita Nane in der Komödie Krach in Chiozza (2003). Seitdem arbeitete er schwerpunktmäßig als Theaterschauspieler.
Sein erstes Festengagement hatte er von 2003 bis zum Ende der Spielzeit 2005/06 am Hessischen Landestheater Marburg. Zu seinen Bühnenrollen dort gehörten unter anderem: Kaiser in Faust II, Rüdiger in Der kleine Vampir, Ishmael in einer Bühnenfassung von Moby Dick, Michael in Das Fest von Thomas Vinterberg, Graf Dunois in Die Jungfrau von Orléans, D’Artagnan in Die drei Musketiere, Romeo in Romeo und Julia, und Fiesco in Die Verschwörung des Fiesco zu Genua. Zum Schiller-Jahr 2005 entwickelte er einen Solo-Abend mit dem Titel Lasst den Schaum zum Himmel sprützen!, mit dem er bis 2009 bei Gastspielen im gesamten deutschsprachigen Raum auftrat.
Von 2005 bis 2008 absolvierte Kuschewski ein Studium am Department «Theater» der Zürcher Hochschule der Künste mit dem Schwerpunkt Regie und Schauspiel, das er 2008 mit Diplom abschloss. Im Rahmen des Studiums inszenierte er unter anderem eine Dramatisierung von Die Leiden des jungen Werthers sowie die Theaterstücke Lieblingsmenschen und Anatol. Die Werther-Inszenierung war zugleich seine erfolgreiche Diplom-Inszenierung.
Mit seiner Diplominszenierung Die Leiden des jungen Werthers gastierte er 2009 Jungen Schauspielhaus Zürich und am Jungen Theater Basel; er selbst übernahm er in dieser Inszenierung die Rolle des Albert. Außerdem gastierte er 2009 erstmals am Contra-Kreis-Theater in Bonn. Er spielte, an der Seite von Heide Keller und Alexander Osteroth, den charmanten Tennislehrer Laslo in der Boulevard-Komödie Seitensprung für zwei. 2010 trat er am Prinzregenttheater in Bochum als Graf Hohenzollern in Prinz Friedrich von Homburg auf.
Am Theater Der Keller war er in der Spielzeit 2010/11 in der Titelrolle des Theaterstücks Blaubart – Hoffnung der Frauen von Dea Loher zu sehen. Bei den Burgfestspielen Bad Vilbel trat er im Juni 2011 als Beichtvater Domingo in Don Karlos und als frömmlerischer Schüler Melworm in einer Bühnenfassung von Heinrich Spoerls Roman Die Feuerzangenbowle auf. Ende Juni 2011 gastierte er erneut am Jungen Schauspielhaus Zürich mit seiner Inszenierung von Die Leiden des jungen Werthers; er selbst spielte auch wieder den Albert.

### Film und Fernsehen
Kuschewski spielte seit Ende der 1990er Jahre auch einige Fernseh- und Filmrollen. Er wirkte außerdem in mehreren Kurzfilmen und Hochschulfilmen mit. Der Schwerpunkt seiner künstlerischen Tätigkeit ist jedoch weiterhin die Theaterarbeit.
Von 1998 bis 2000 hatte er eine durchgehende Serienhauptrolle in der Fernsehserie Die Anrheiner. Er spielte Sascha Petersen, den Sohn der Rollenfigur Constanze Petersen, die im Veddel den Fahrradladen führt. Im ZDF war er 2010, an der Seite von Sophie Schütt, in einer Hauptrolle in der Rosamunde-Pilcher-Verfilmung Wohin du auch gehst zu sehen. Er spielte den charmanten Bob McKenzie, in den sich die weibliche Hauptrolle, die Anwältin Lisa, verliebt.
In der RTL-Seifenoper Alles was zählt übernahm er 2010 die Nebenrolle des Jugendamtsmitarbeiters Helge Geiger. Ab Mai 2011 verkörperte er in der ZDF-Telenovela Lena – Liebe meines Lebens die Nebenrolle des Betrügers Alexander Bottich.
Kuschewski arbeitet seit 2008 als freischaffender Schauspieler. Er tritt außerdem mit verschiedenen Kleinkunst- und Kabarettprogrammen auf. Er ist außerdem als Sprecher für Hörspiele tätig; so war er bei dem Schweizer Radiosender DRS1 als Assistenzarzt Dr. Martin G. Hirt in der Hörspiel-Produktion Die Edenklinik von Pamela Dürr hören.
Kuschewski lebt in Köln.

## Filmografie (Auswahl)
- 1997: Unter uns (Fernsehserie)
- 1998–2000: Die Anrheiner (Fernsehserie, durchgehende Serienhauptrolle als Sascha Petersen)
- 2001: Antonia
- 2002: Double Blind Date (Kurzfilm)
- 2003: Traurig aber wahr (Kurzfilm)
- 2010: Rosamunde Pilcher – Wohin du auch gehst (Fernsehreihe)
- 2010: Alles was zählt (Soap, Nebencast als Helge Geiger)
- 2010: Notruf Hafenkante (Fernsehserie; Folge: Grabräuber)
- 2011: Lena – Liebe meines Lebens (Telenovela, Nebencast als Alexander Bottich)
- 2014: SOKO Köln (Fernsehserie; Folge: Du sollst nicht töten)
- 2017: Tatort: Wacht am Rhein (Fernsehreihe)
- 2017: Wilsberg: Straße der Tränen (Fernsehreihe)
- 2021: Unbroken (Fernsehserie, eine Folge)
- 2022: Billy Kuckuck – Mutterliebe (Fernsehreihe)
- 2023: Bettys Diagnose (Fernsehserie; Folge: Gerettet)